# Прицвальк
Прицвальк (нем. Pritzwalk) — город в Германии, в земле Бранденбург.
Входит в состав района Пригниц.   Занимает площадь 165,57 км². Официальный код  —  12 0 70 316.

## Население
| Год  | Численность | Численность |
| ---- | ----------- | ----------- |
| 2000 | 14 309      | [ 1 ]       |
| 2005 | 13 336      | [ 1 ]       |
| 2010 | 12 598      | [ 2 ]       |
| 2015 | 11 922      | [ 3 ]       |
| 2020 | 11 870      | [ 4 ]       |
| 2021 | 11 741      | [ 5 ]       |
| 2022 | 11 777      | [ 6 ]       |
| 2023 | 11 736      | [ 7 ]       |

## Города-побратимы
- Винзен, Германия

## Достопримечательности
- Церковь Святого Николая — постройка XIII—XV веков.

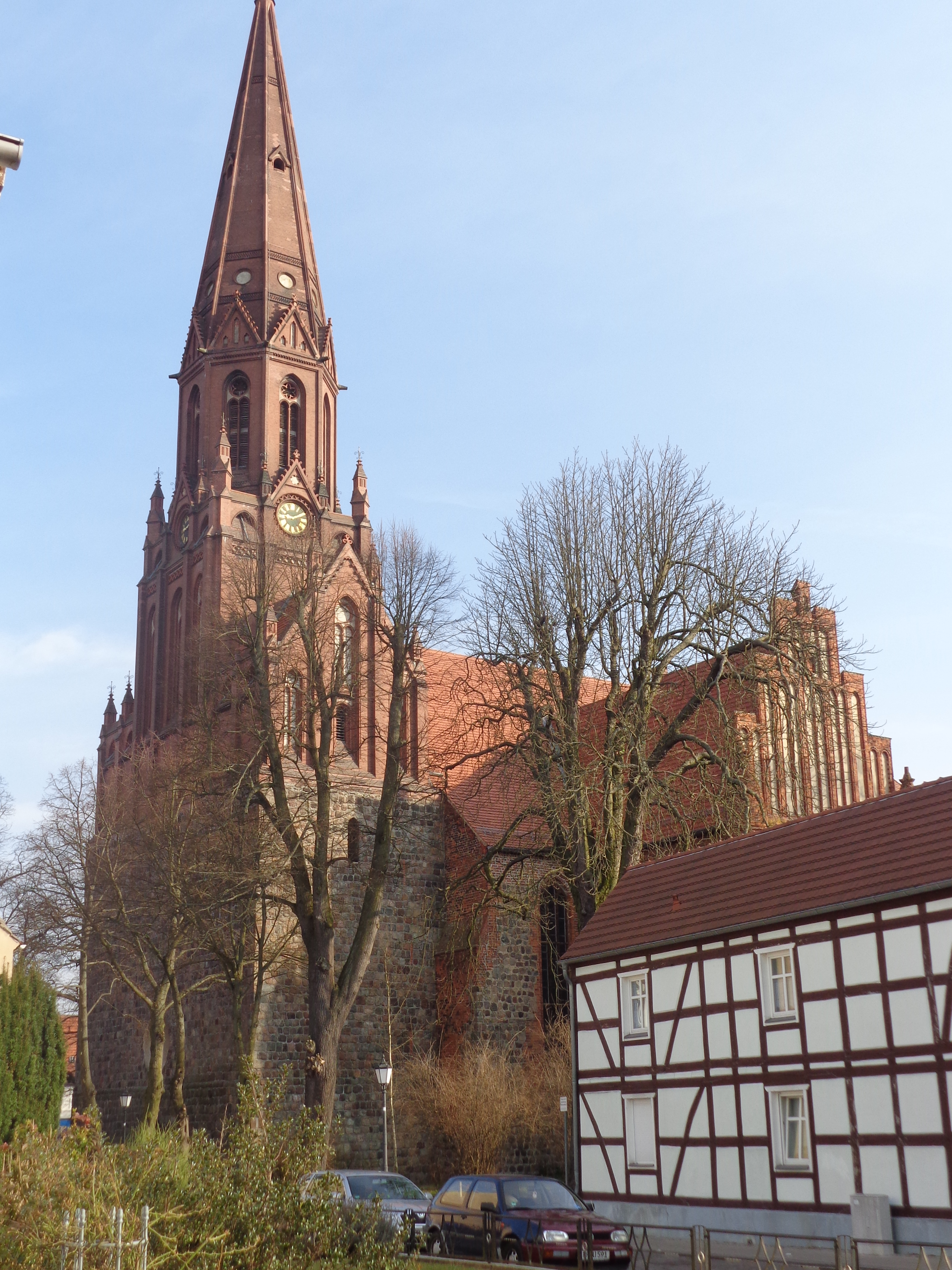
кирха Св. Николая
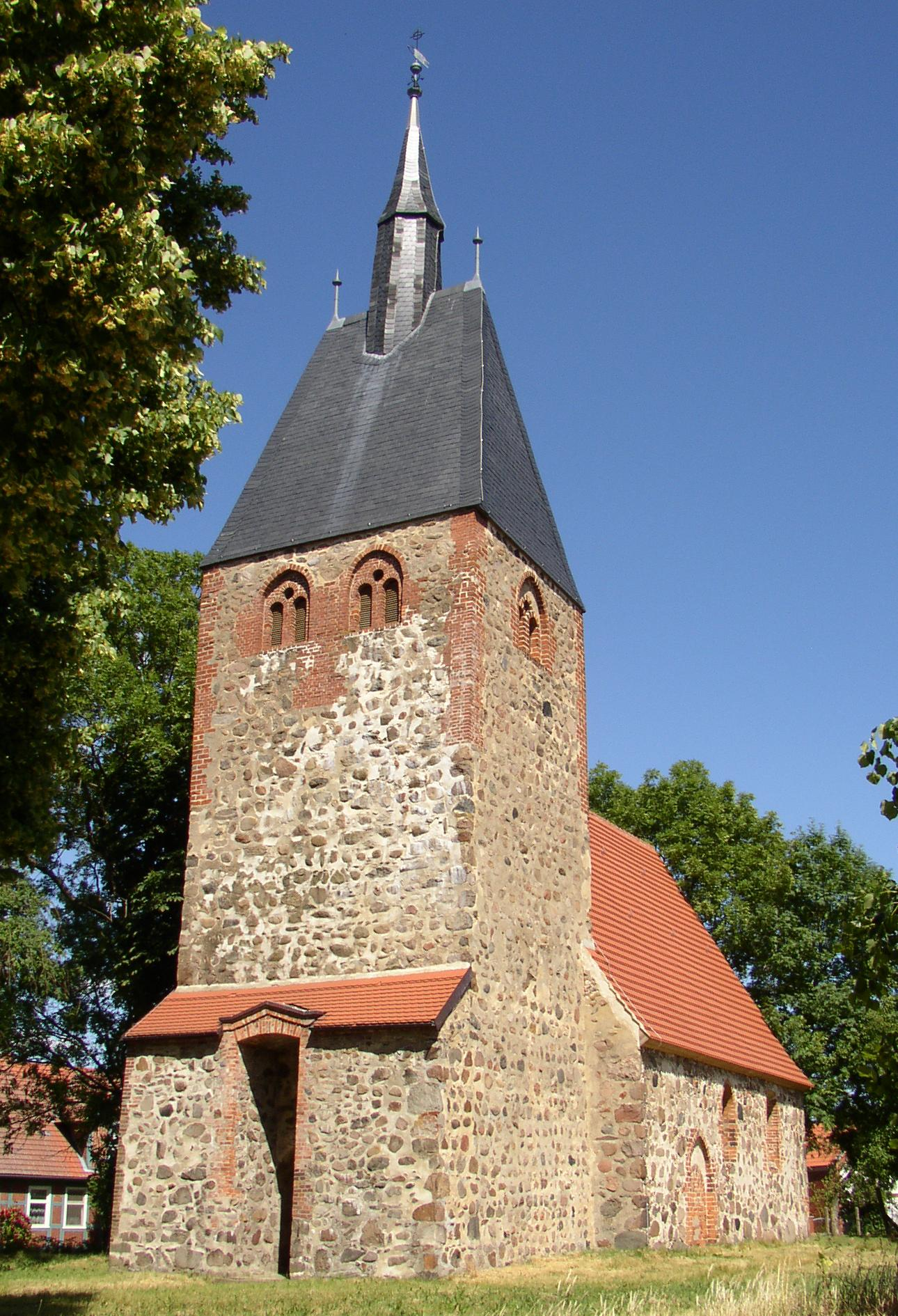
Кирха в Сарнове
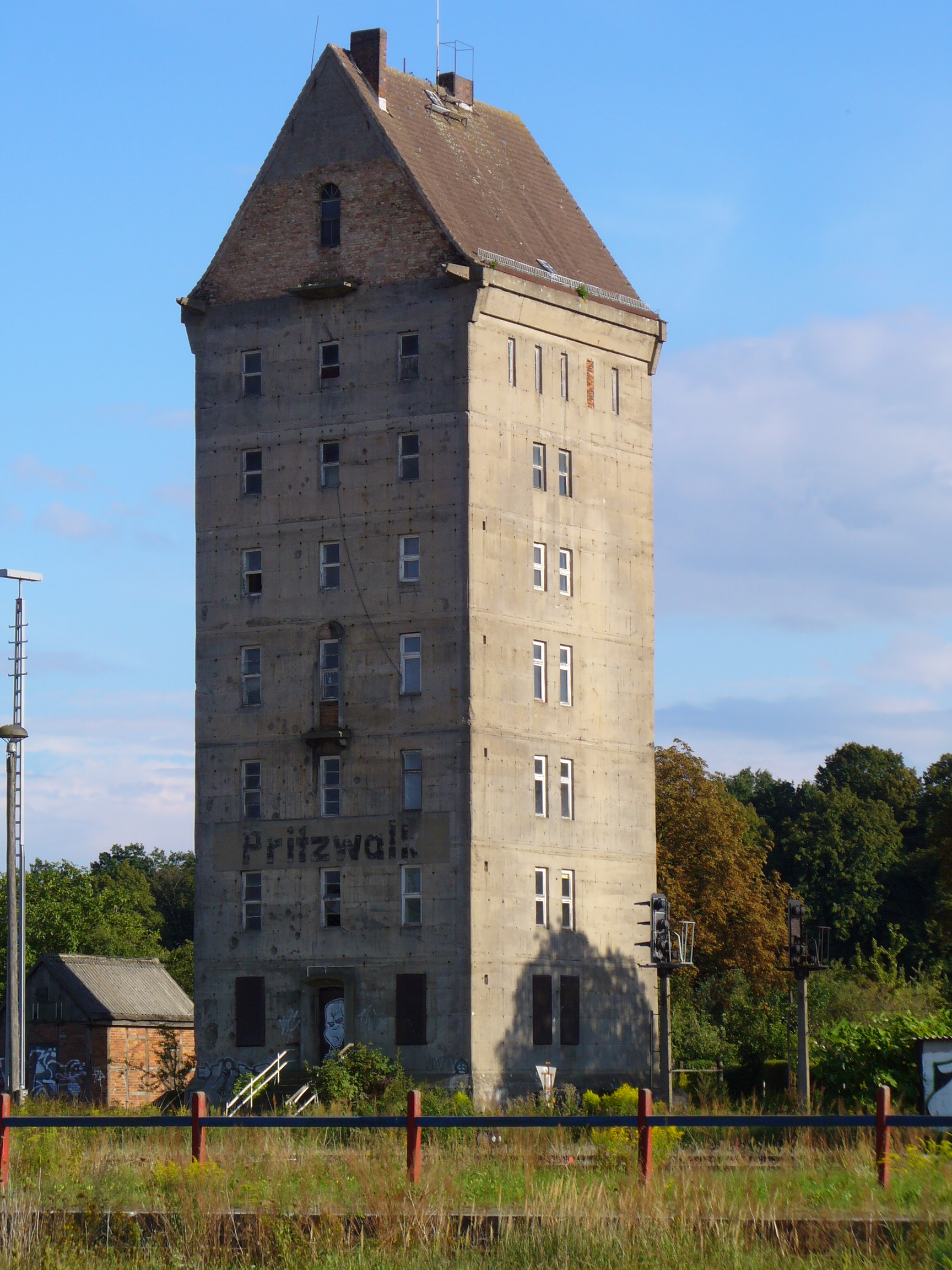
Водонапорная башня на вокзале
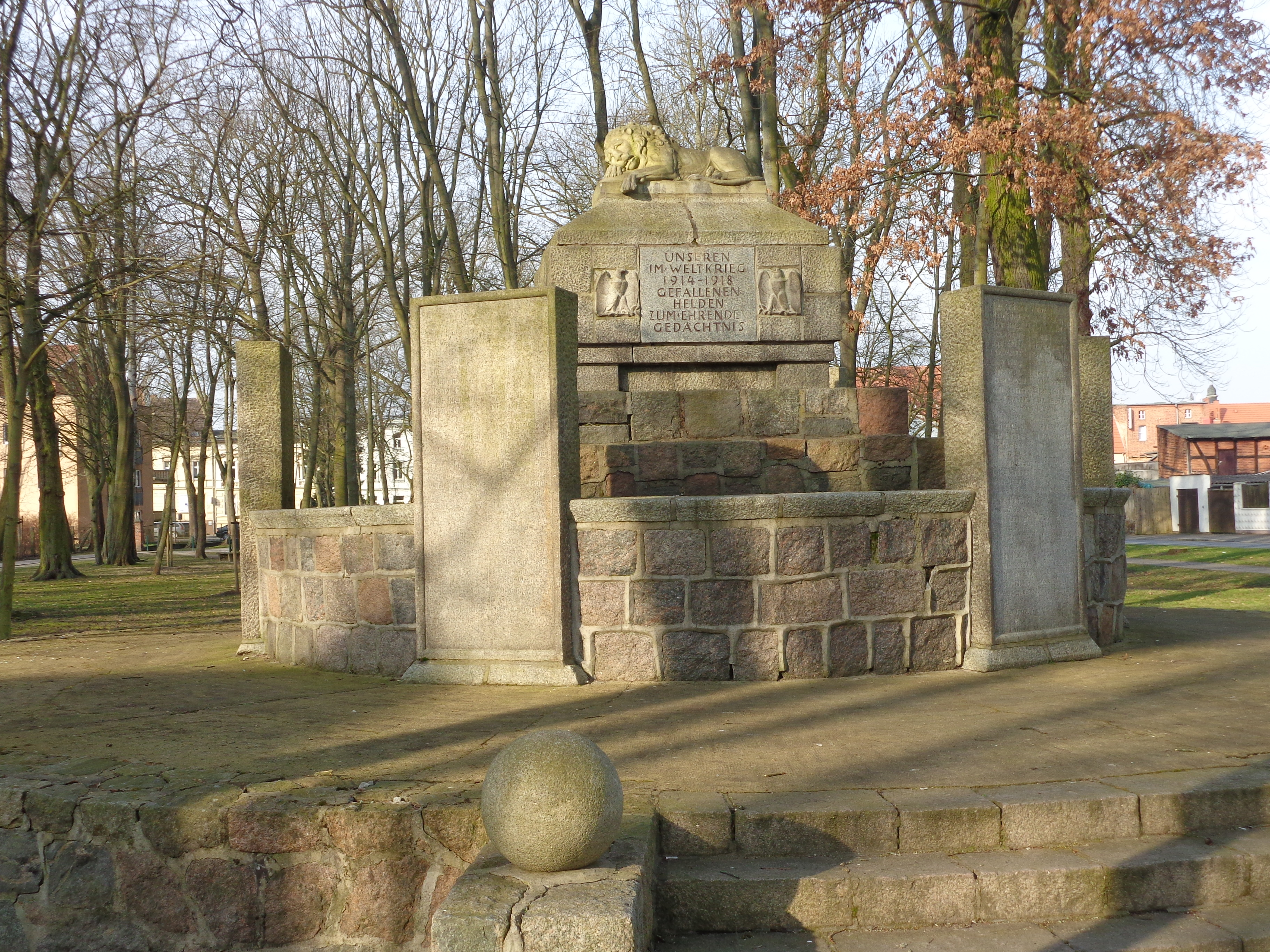
Памятник павшим в Первой мировой войне
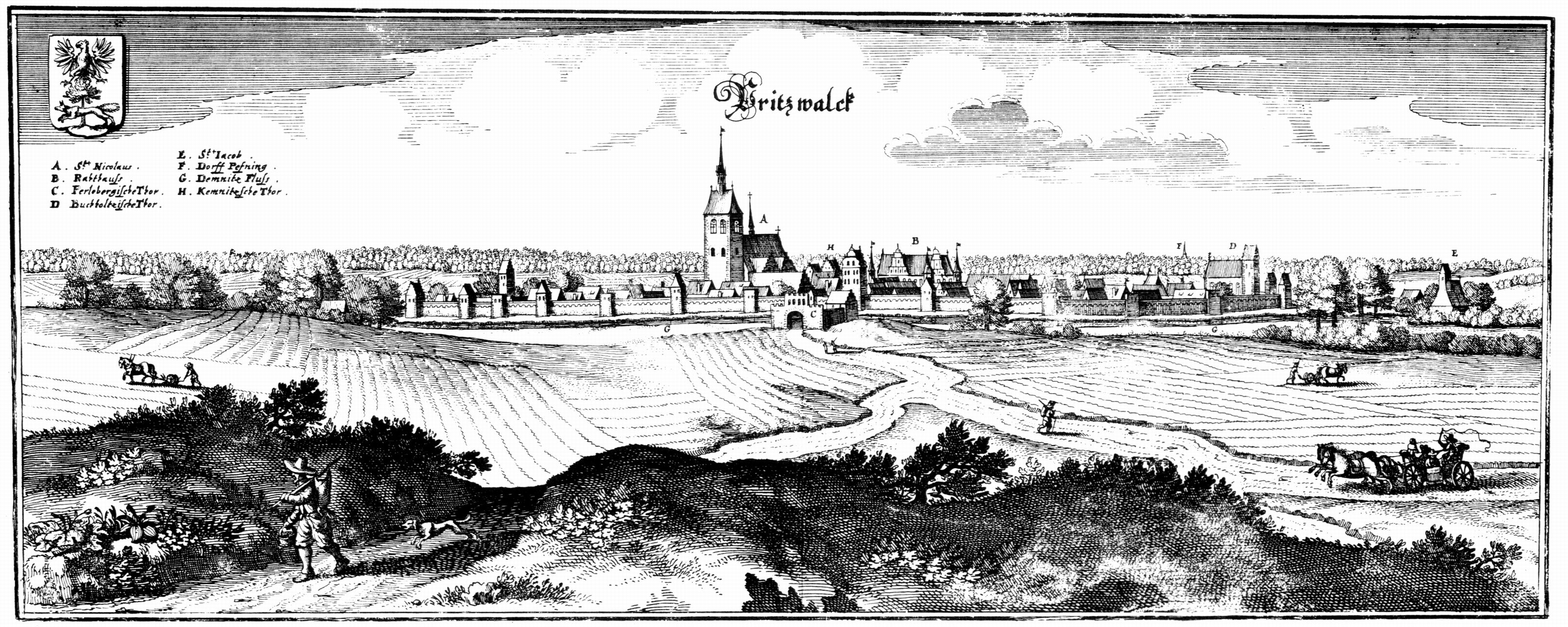
Прицвальк в 1650 году